# Mănăstirea Cașin, Bacău
Mănăstirea Cașin este satul de reședință al comunei cu același nume din județul Bacău, Moldova, România.

## Monumente

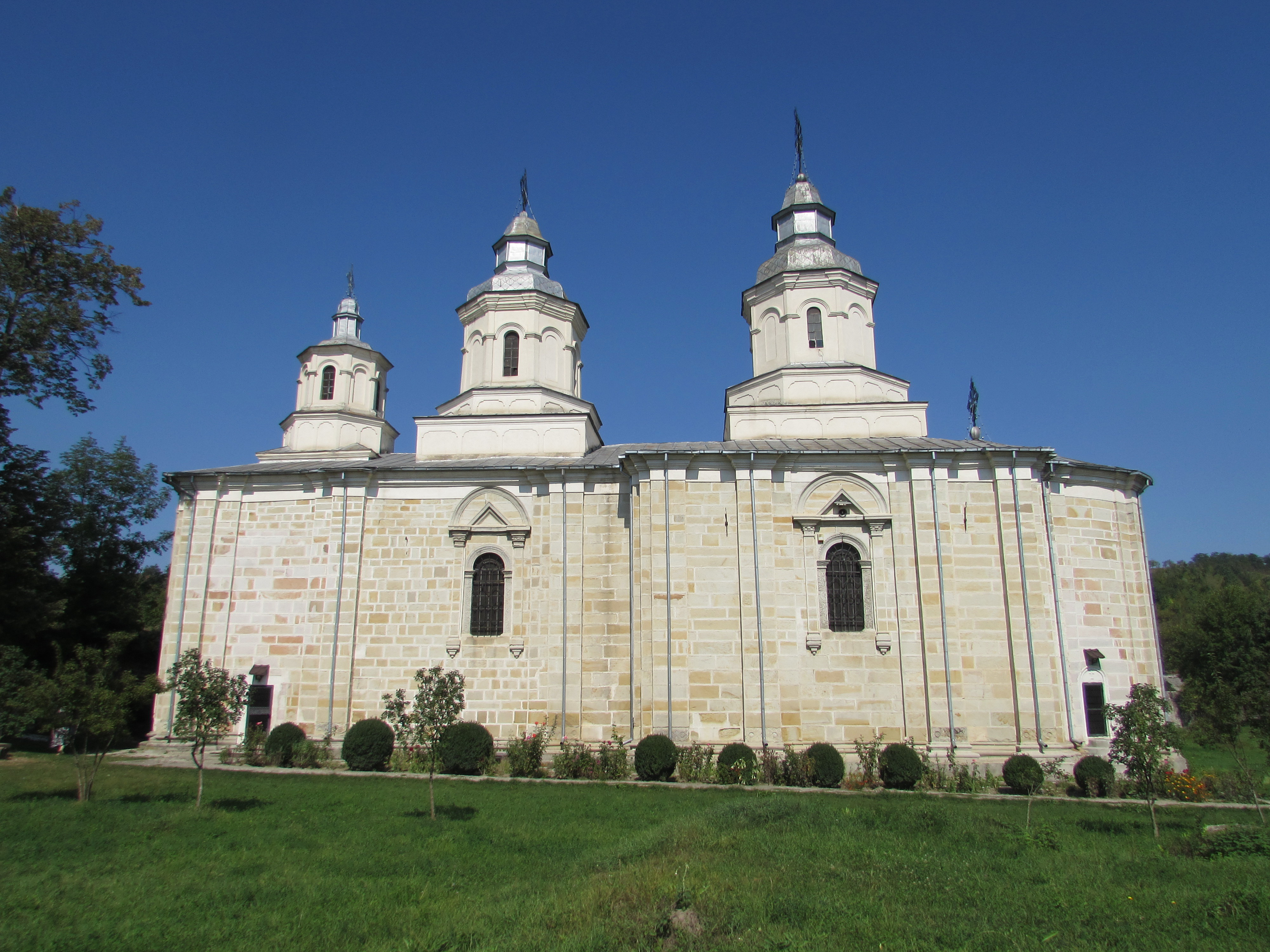
Biserica fostei mănăstiri Cașin

Mănăstirea Cașin a fost ridicată în 1655 de voievodul Gheorghe Ștefan. Este asemeni bisericii Golia din Iași ca plan și dimensiuni, dar formele sunt simplificate. Clădirea era înconjurată de case domnești și de un zid de piatră cu turnuri ca de cetate, fiind concepută ca loc de apărare. Marele cutremur din 1802 a avariat-o grav; mănăstirea a fost reparată de egumenul grec Ierotei, iar între 1836-1839 de egumenul Isaaia din Constantinopol.

## Rezervații
Rezervația naturală Buciaș, în care se află situată o frumoasă cascadă naturală, și cabana de vânătoare Înțărcătoarea cu păstrăvăria Înțărcătoarea, de unde se poate achiziționa păstrăv proaspăt.